# Sylwery Miszke
Sylwery Miszke (ur. 20 czerwca 1832 prawdopodobnie w Rakszawie, zm. 27 stycznia 1911 w Wieliczce) – urzędnik galicyjski, C. K. nadradca górniczy, dyrektor salin bocheńskich w latach 1879–1889 i Kopalni Soli Wieliczka w latach 1890–1895, działacz społeczny

## Życiorys

### Kariera zawodowa
Urodził się w rodzinie urzędników galicyjskich, o korzeniach szlacheckich. W latach 1855–1860 podjął studia techniczne w Lublanie, gdzie uzyskał tytuł inżyniera górniczego. Rok po ich ukończeniu podjął pracę w salinach wielickich jako urzędnik. W latach 1879–1889 kierował salinami w Bochni, które doprowadził do wysokich wyników techniczno – ekonomicznych. Doceniając jego zdolności władzę powołały go na stanowisko naczelnika salin wielickich w 1890, a w 1892 został wiceprezesem Wielickiej Rady Powiatowej. Pracę zawodową zakończył prawdopodobnie w 1895.

### Działalność społeczna
w latach 90. XIX wieku Sylwery Miszke poświęcał się również licznym inicjatywom społeczno-kulturalnym. Najważniejszymi z nich były:
- Założenie Czytelni Publicznej im. św. Kunegundy w Wieliczce (1890).
- Współzałożycielstwo wielickiego gniazda Polskiego Towarzystwa Gimnastycznego „Sokół” (1894).
- Zorganizowanie działu górniczego na Wystawie Krajowej we Lwowie (1894).
- Utworzenie szlaku wycieczkowego w kopalni wielickiej.
- Aktywne wspieranie budowy Kaplicy Świętej Kingi (m.in. zatajanie prac na kaplicą przed przełożonymi – władze austriackie w żadnym wypadku nie zgodziłyby się na przydzielenie pracowników kopalni do prac artystycznych i budowy obiektu niezwiązanego z technicznym rozwojem kopalni).

Ponadto Sylwery Miszke był aktywnym członkiem Towarzystwa Przyjaciół Historyi i Zabytków Miasta Krakowa oraz Towarzystwa Politechnicznego we Lwowie.

### Życie prywatne
W 1865 poślubił Zofię Głowacką, którą poznał w Lublanie, córkę profesora tamtejszej politechniki. Miał z nią szóstkę dzieci: Kamilę, Maksymiliana (urzędnik salin bocheńskich), Mieczysława (wiceprezes sądu okręgowego w Katowicach), Kazimierza (doktor medycyny), Zygmunta i Zbigniewa (konsul RP w Kurytybie). Ostatnie lata życia Sylwery Miszke spędził w Wieliczce.
Zmarł 27 stycznia 1911. Został pochowany na Starym Cmentarzu w Wieliczce.